# Выборы президента США в Делавэре (2020)
Выборы Президента США 2020 года в Делавэре состоялись во вторник, 3 ноября 2020 года, в рамках президентских выборов 2020 года в Соединённых Штатах Америки. Избиратели Делавэра назначили выборщиков, которые представили их голос в Коллегии выборщиков 14 декабря 2020 года. Делавэр имеет 3 голоса выборщиков.
В 2020 году Джо Байден одержал уверенную победу в Делавэре.

## История
Делавэр вошёл в состав Соединённых Штатов в декабре 1787 года и участвовал во всех 58 президентских выборах. На 56 из этих выборов штат имел три голоса выборщиков, за исключением 1812 и 1820 годов (4 голоса). Тот факт, что Делавэр был на стороне республиканцев на протяжении большей части XX века, можно частично объяснить существенным влиянием семьи Дюпон на государственную политику. Это влияние ослабло к концу столетия, когда бизнес Делавэра стал более диверсифицированным.
Как и многие северо-восточные штаты, Делавэр отдавал предпочтение за демократам на последних семи президентских выборах. В 2016 году Хиллари Клинтон опередила Дональда Трампа на 11,5 процента.

## Опросы
| Источник опроса                                                            | Период проведения (2020) | Размер выборки | Уровень погрешности | Дональд Трамп (республиканец) | Джо Байден (демократ) | Джо Джоргенсен (либиртарианка) | Хауи Хокинс (зелёный) | Другие |
| -------------------------------------------------------------------------- | ------------------------ | -------------- | ------------------- | ----------------------------- | --------------------- | ------------------------------ | --------------------- | ------ |
| SurveyMonkey/Axios Архивная копия от 19 февраля 2021 на Wayback Machine    | 20 октября — 2 ноября    | 656 (ПИ)       | ±6%                 | 38%                           | 60%                   | —                              | —                     | —      |
| SurveyMonkey/Axios Архивная копия от 19 февраля 2021 на Wayback Machine    | 1-28 октября             | 1 323 (ПИ)     | —                   | 37%                           | 62%                   | —                              | —                     | —      |
| SurveyMonkey/Axios Архивная копия от 19 февраля 2021 на Wayback Machine    | 1-30 сентября            | 395 (ПИ)       | —                   | 37%                           | 61%                   | —                              | —                     | 2%     |
| University of Delaware Архивная копия от 30 ноября 2020 на Wayback Machine | 21-27 сентября           | 847 (ПИ)       | —                   | 33%                           | 54%                   | 2%                             | 1%                    | 10%    |
| SurveyMonkey/Axios Архивная копия от 19 февраля 2021 на Wayback Machine    | 1-31 августа             | 348 (ПИ)       | —                   | 32%                           | 67%                   | —                              | —                     | 1%     |
| PPP Архивная копия от 26 января 2021 на Wayback Machine                    | 21-22 августа            | 710 (Н)        | ±3,7%               | 37%                           | 58%                   | —                              | —                     | 5%     |
| SurveyMonkey/Axios Архивная копия от 19 февраля 2021 на Wayback Machine    | 1-31 июля                | 453 (ПИ)       | —                   | 31%                           | 67%                   | —                              | —                     | 2%     |
| SurveyMonkey/Axios Архивная копия от 19 февраля 2021 на Wayback Machine    | 8-30 июня                | 232 (ПИ)       | —                   | 34%                           | 64%                   | —                              | —                     | 2%     |
| Gonzales Research Архивная копия от 25 февраля 2021 на Wayback Machine     | 16-21 января             | 410 (ПИ)       | ±5%                 | 40%                           | 56%                   | —                              | —                     | 4%     |

## Результаты

### Кандидаты от Демократической и Республиканской партий США
| Округ    | Карта | Джо Байден            | Джо Байден | Дональд Трамп         | Дональд Трамп | Победитель |
| Округ    | Карта | Число проголосовавших | в %        | Число проголосовавших | в %           | Победитель |
| -------- | ----- | --------------------- | ---------- | --------------------- | ------------- | ---------- |
| Всего    |       | 296 268               | 58,8 %     | 200 603               | 39,8 %        | Джо Байден |
|          |       |                       |            |                       |               |            |
| Кент     |       | 44 552                | 51,2 %     | 41 009                | 47,1 %        |            |
| Нью-Касл |       | 195 034               | 67,8 %     | 88 364                | 30,7 %        |            |
| Сассекс  |       | 56 682                | 43,8 %     | 71 230                | 55,1 %        |            |

### Кандидаты от третьих партий США
| Партия                 | Кандидат       | Число проголосовавших | в %   | Округ с наибольшей долей набранных голосов |
| ---------------------- | -------------- | --------------------- | ----- | ------------------------------------------ |
| Либертарианская партия | Джо Джоргенсен | 5 000                 | 1,0 % | Кент (1 044 — 1,2 %)                       |
| Партия зелёных         | Хауи Хокинс    | 2 139                 | 0,4 % | Кент (420 — 0,5 %)                         |